# Lingulella
Lingulella — викопний рід плечоногих вимерлої родини Obolidae, що існував впродовж кембрійського та ордовицького періодів і на початку девону (516—409 млн років тому).